# كريس كوك (لاعب كرة قدم)
كريس كوك (بالإنجليزية: Chris Cook)‏ (1968 بالولايات المتحدة - ) هو لاعب كرة قدم أمريكي في مركز الهجوم. لعب مع Atlanta Magic ‏ وNew Mexico Chiles ‏.